# Corinne Leclair
Pour les articles homonymes, voir Leclair.
Corinne Leclair, née le 24 juin 1970, est une nageuse mauricienne.

## Carrière
Lors des Jeux des îles de l'océan Indien 1990 à Madagascar, Corinne Leclair remporte six médailles d'or, sur 100, 200, 400 et 800 nages libre et sur les relais 4 x 100 mètres 4 nages et 4 x 100 mètres nage libre. Elle est également double médaillée d'or aux Championnats d'Afrique de natation 1990 à Tunis, et est nommée cette année-là sportive mauricienne de l'année.
Corinne Leclair remporte aux Jeux africains de 1991 au Caire une médaille d'or sur 400 mètres nage libre et trois médailles d'argent sur 100, 200 et 800 mètres nage libre. Elle participe aux Jeux olympiques d'été de 1992 à Barcelone. 
Elle obtient aux Jeux des îles de l'océan Indien 1993 aux Seychelles une médaille d'or sur 200 mètres nage libre.